# Irmandade Galega
La Irmandade Galega (IG, Hermandad Gallega en idioma español) fue una organización política galleguista establecida en Argentina que se fundó en 1941 por la unión del grupo galleguista de Buenos Aires y miembros de la Sociedade Nazonalista Pondal.
En un primer momento estuvo dirigida por Manuel Puente, Rodolfo Prada y Xosé Abraira. Más tarde giró hacia izquierda y el independentismo dirigido por Moisés Dapresa, Bieito Cupeiro, Manuel Pedreira, Bernaldo Souto o Ricardo Flores Pérez. En 1942 instituyó el 17 de agosto como Día de los Mártires en recuerdo del fusilamento de Alexandre Bóveda y la represión contra los galleguistas durante la guerra civil española y la posguerra.
Hubo secciones de la IG en Buenos Aires, La Plata, Mar del Plata, Rosario, Mendoza y fuera de Argentina, en Montevideo y Santiago de Chile.
- Datos: Q9009301